# Africká velká pětka
Velká pětka (The big five) je v jazyce profesionálních lovců, loveckých a turistických průvodců (safari) označení pětice afrických zvířat, jejichž lov a případně pozorování je zvlášť obtížné či nebezpečné.
Patří k nim slon africký (Loxodonta africana), lev (Panthera leo), nosorožec dvourohý (Diceros bicornis), buvol africký (Syncerus caffer) a levhart skvrnitý (Panthera pardus). Do Velké pětky nepatří gepard ani hroch. Zařazení nosorožce je víceméně formální, protože se v současnosti už lovit nesmí. Nosorožec dvourohý je sem zařazován proto, že je značně agresívní a má na svědomí řadu útoků na lovce i turisty. Příbuzný nosorožec tuponosý (Ceratotherium simum) má naproti tomu pověst mírného zvířete a jeho útoky na lidi jsou výjimkou. Nejvíce smrtelných útoků na lidi mají ze všech divokých zvířat v Africe na svědomí hroši a buvoli, méně sloni, lvi a nosorožci.

Velká pětka
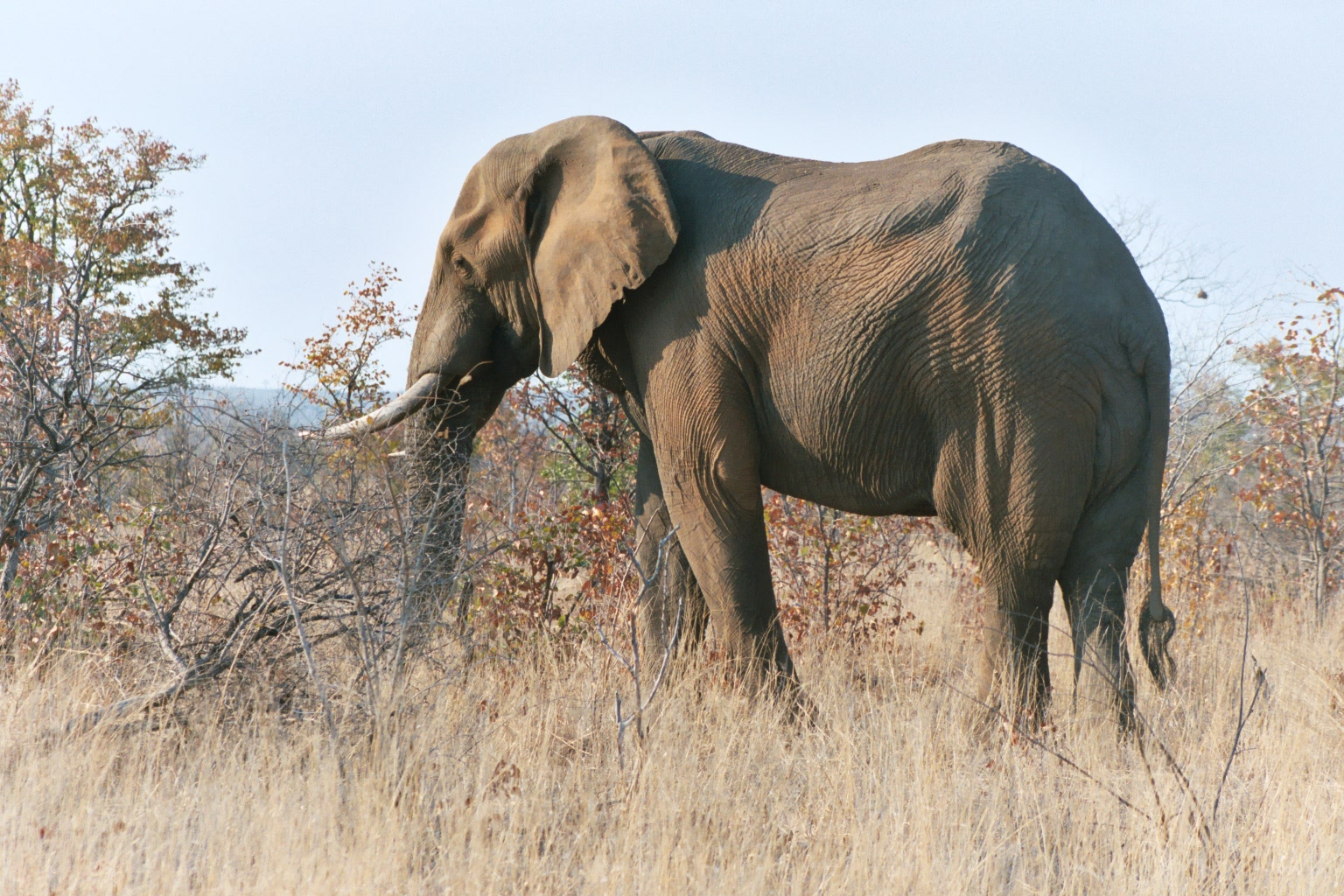
Slon africký
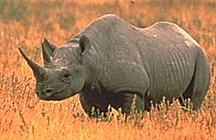
Nosorožec dvourohý
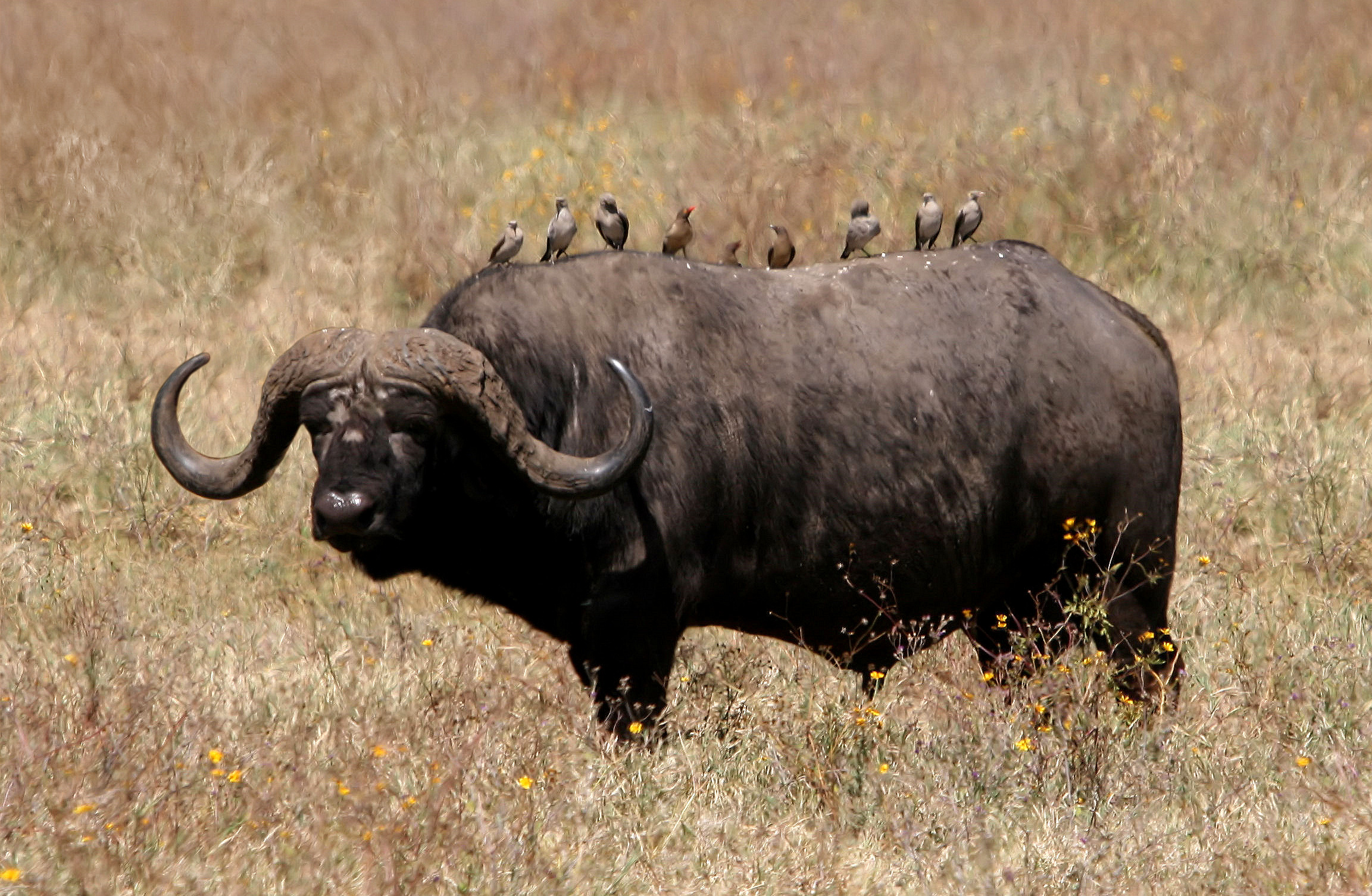
Buvol africký
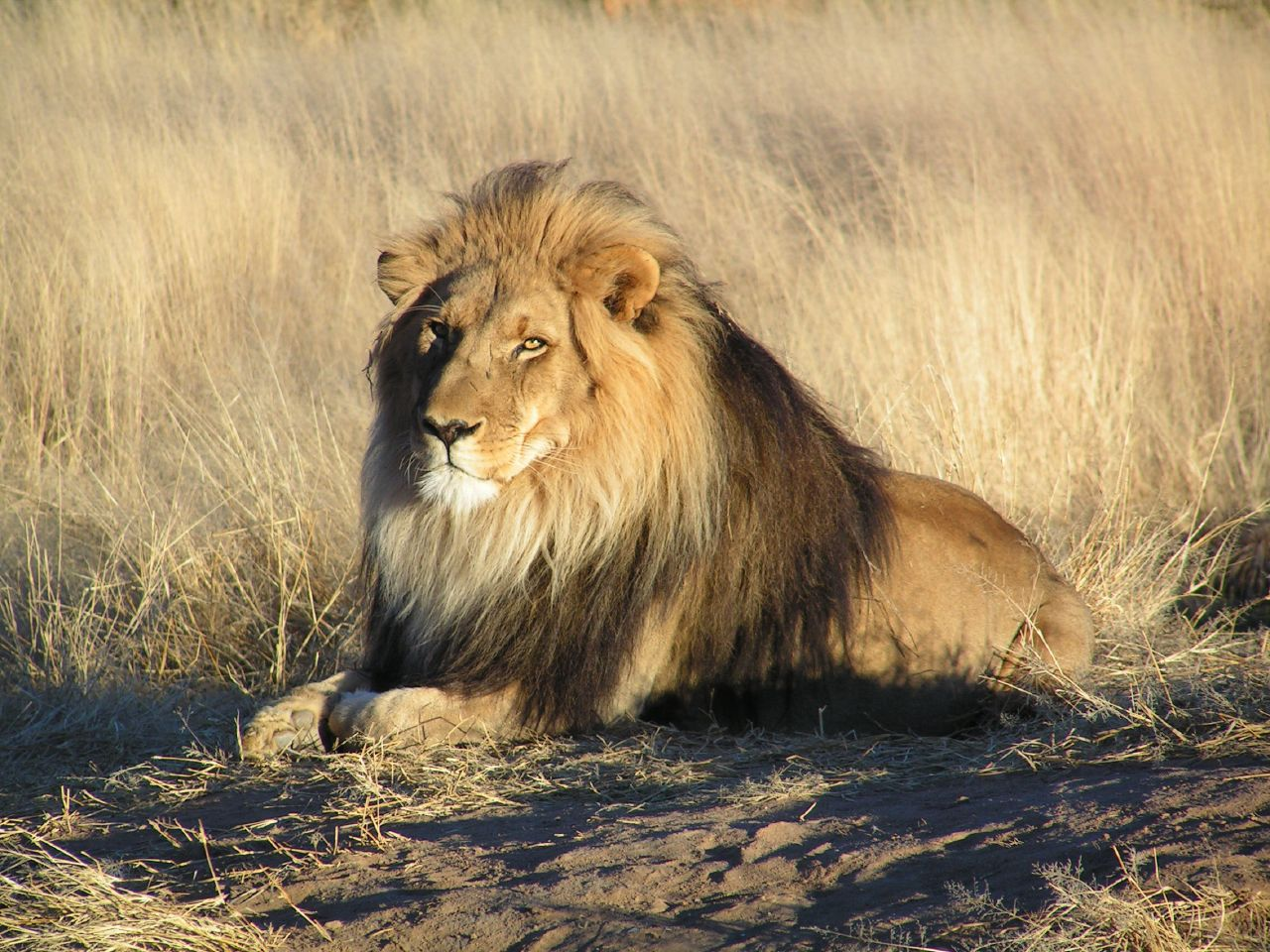
Lev
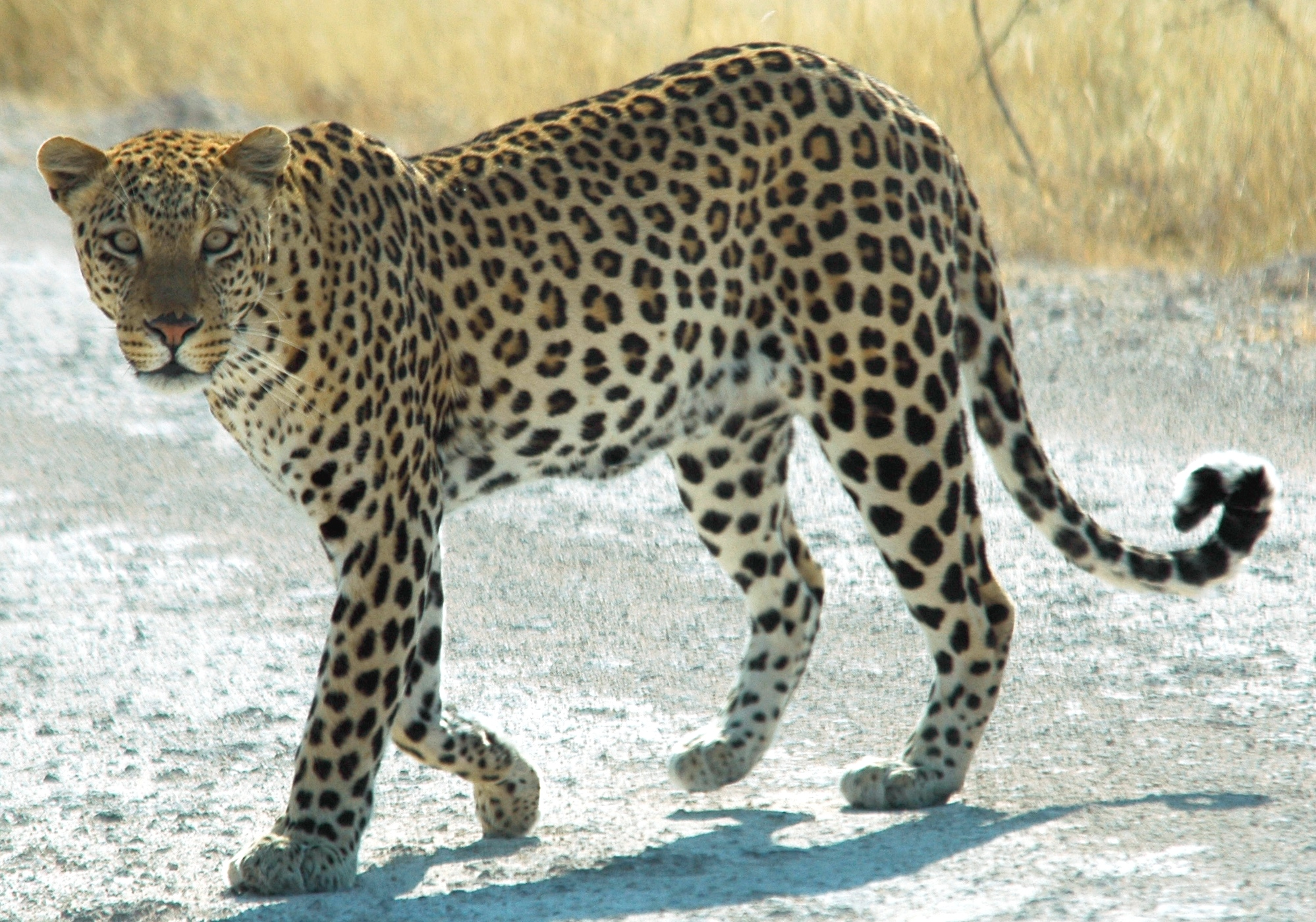
Levhart skvrnitý